# Parco nazionale delle Forêts
Il parco nazionale delle Forêts è un parco nazionale francese creato l'8 novembre 2019 sull'altopiano di Langres, al confine tra Champagne e Borgogna. Conserva le foreste di Châtillon, Arc-en-Barrois e Auberive, rappresentative della copertura decidua degli altipiani nel sud-est del bacino parigino. Durante il processo di creazione, il parco era chiamato "futuro parco nazionale delle foreste della Champagne e della Borgogna".

## Creazione del parco
Il 27 luglio 2009 il primo ministro François Fillon annuncia a Leuglay, in Côte-d'Or, la creazione del primo parco nazionale in foresta decidua di pianura, nel quadro della Grenelle dell'ambiente. Sarà l'undicesimo parco nazionale in Francia. La dichiarazione, resa alla presenza del Segretario di Stato per l'Ecologia Chantal Jouanno e del Ministro dell'Istruzione e Sindaco di Chaumont Luc Chatel, suscitò tra i funzionari eletti locali una speranza di sviluppo economico e turistico.
L'11 ottobre 2009 viene nominato un prefetto coordinatore per impostare la procedura per la creazione di un parco nazionale tra Champagne e Borgogna. Possono quindi essere interessati 117 comuni (cioè circa 25 000 abitanti), su circa 220 000 ettari.
Il gruppo di interesse pubblico (GIP) riunisce più di 200 membri (in 3 collegi: Stato e istituzioni pubbliche, autorità locali e società civile). La governance del GIP si basa su un'assemblea generale, un consiglio di amministrazione e un ufficio e due organi consultivi (un consiglio scientifico composto da 27 membri e un consiglio economico, sociale e culturale di 45 membri). È gestito da un team di personale permanente. In totale circa 300 persone sono al centro del processo.
Vengono creati gruppi di lavoro per definire i punti di forza e di debolezza del territorio, per almeno 9 temi (agricoltura, caccia, cultura e istruzione, risorse idriche, economia, occupazione e formazione, industria forestale e del legno, patrimonio edilizio e archeologia, patrimonio naturale e paesaggio, turismo). Questi gruppi possono così definire insieme gli assi principali del parco che mira a proteggere «vaste foreste decidue, sorgenti e fiumi. Sarà un elemento determinante per salvaguardare un patrimonio naturale e culturale eccezionale». Un seminario sul rendering fu annunciato per dicembre 2013. Nel 2014 l'eccezionalità del patrimonio eco-paesaggistico del potenziale territorio è stata riconosciuta e certificata dal Ministero dell'Ecologia, che ha garantito al GIP il proprio finanziamento per la realizzazione del progetto.
Il 28 ottobre 2015 al prefetto dell'Alta Marna è stato delegato il potere di approvare la convenzione costitutiva del GIP delle foreste della Champagne e della Borgogna; il gruppo di interesse pubblico è responsabile della prefigurazione del parco nazionale delle foreste della Champagne e della Borgogna. Stabilisce la sua sede a Leuglay, in Côte-d'Or. Nel 2017 il parco nazionale era ancora in attesa; la sua analisi dei luoghi beneficiò di tecnologie relativamente nuove come il Lidar. La creazione del parco avrebbe dovuto essere assicurata nel 2019, dato che lo Stato ha anche confermato il proprio impegno a finanziare il GIP per il periodo 2016-2018. L'associazione France Nature Environnement segue da vicino lo sviluppo del progetto.
In data 31 gennaio 2019 la relazione di sintesi dell'inchiesta pubblica condotta dal 12 novembre al 12 dicembre 2018 ha emesso un parere favorevole alla realizzazione del parco nazionale, comunque accompagnato da cinque raccomandazioni.
Il 7 novembre 2019 il decreto di creazione del parco appare nella Gazzetta ufficiale della Repubblica francese, è l'undicesimo parco nazionale francese e il secondo più grande dopo il Parco nazionale della Guyana.

## Geografia

### Superficie
Il parco forestale nazionale copre 241 000 ettari nel 2019, con un'area centrale di 56 000 ettari. Raggiunge i 523 metri presso l'Haut de Baissey, che è anche il punto più alto dell'altopiano di Langres e dell'Alta Marna.

### Comuni
Nel processo di definizione puntuale del territorio potenzialmente interessato, un passo importante è stato compiuto il 9 marzo 2016 con la pubblicazione di un decreto ministeriale (7 marzo 2016). Questo decreto, dopo numerose consultazioni, specifica che i comuni di cui tutto o parte del territorio si intende classificare nel cuore del parco nazionale delle foreste di latifoglie di pianura sono: 
- Aisey-sur-Seine (Côte-d'Or);
- Beaulieu (Côte-d'Or);
- Boudreville (Côte-d'Or);
- Buncey (Côte-d'Or);
- Busseaut (Côte-d'Or);
- Chambain (Côte-d'Or);
- Chamesson (Côte-d'Or);
- Châtillon-sur-Seine (Côte-d'Or);
- La Chaume (Côte-d'Or);
- Essarois (Côte-d'Or);
- Faverolles-lès-Lucey (Côte-d'Or);
- Gurgy-la-Ville (Côte-d'Or);
- Gurgy-le-Château (Côte-d'Or);
- Les Goulles (Côte-d'Or);
- Leuglay (Côte-d'Or);
- Lignerolles (Côte-d'Or);
- Louesme (Côte-d'Or);
- Lucey (Côte-d'Or);
- Maisey-le-Duc (Côte-d'Or);
- Moitron (Côte-d'Or);
- Montmoyen (Côte-d'Or);
- Nod-sur-Seine (Côte-d'Or);
- Recey-sur-Ource (Côte-d'Or);
- Rochefort-sur-Brévon (Côte-d'Or);
- Saint-Broing-les-Moines (Côte-d'Or);
- Saint-Germain-le-Rocheux (Côte-d'Or);
- Terrefondrée (Côte-d'Or);
- Vanvey (Côte-d'Or);
- Villiers-le-Duc (Côte-d'Or);
- Voulaines-les-Templiers (Côte-d'Or);
- Aprey (Haute-Marne);
- Arbot (Haute-Marne);
- Arc-en-Barrois (Haute-Marne);
- Aubepierre-sur-Aube (Haute-Marne);
- Auberive (Haute-Marne);
- Aujeurres (Haute-Marne);
- Aulnoy-sur-Aube (Haute-Marne);
- Bay-sur-Aube (Haute-Marne);
- Bugnières (Haute-Marne);
- Châteauvillain (Haute-Marne);
- Colmier-le-Haut (Haute-Marne);
- Coupray (Haute-Marne);
- Courcelles-en-Montagne (Haute-Marne);
- Cour-l'Évêque (Haute-Marne);
- Dancevoir (Haute-Marne);
- Germaines (Haute-Marne);
- Giey-sur-Aujon (Haute-Marne);
- Perrogney-les-Fontaines (Haute-Marne);
- Praslay (Haute-Marne);
- Richebourg (Haute-Marne);
- Rochetaillée (Haute-Marne);
- Rouelles (Haute-Marne);
- Rouvres-sur-Aube (Haute-Marne);
- Saint-Loup-sur-Aujon (Haute-Marne);
- Vaillant (Haute-Marne);
- Vals-des-Tilles (Haute-Marne);
- Vitry-en-Montagne (Haute-Marne);
- Vivey (Haute-Marne);
- Voisines (Haute-Marne).

## Quadro normativo
Questo tipo di parco nazionale è inquadrato in Francia dal Codice ambientale e in particolare dai suoi articoli L. 331-2, L. 331-6 e R. 331-5.